# 심재현 (가수)
심재현(1987년 1월 12일 ~)은 대한민국의 남자 가수이다.

## 학력
- 서울예술대학교 실용음악과(졸업)